# Lumbricillus eudioptus
Lumbricillus eudioptus är en ringmaskart som beskrevs av Bülow 1955. Lumbricillus eudioptus ingår i släktet Lumbricillus och familjen småringmaskar. Inga underarter finns listade i Catalogue of Life.